# Helen Almira Shafer
Pour les articles homonymes, voir Shafer.
Helen Almira Shafer, née le 23 septembre 1839 à Newark dans le New Jersey, et morte le 20 janvier 1894 à Wellesley dans le Massachusetts, est une mathématicienne américaine, présidente du Wellesley College.

## Biographie
Helen Almira Shafer naît le 23 septembre 1839 à Newark dans le New Jersey.
Après avoir obtenu son diplôme de l'Oberlin College en 1863, elle est professeure de mathématiques à Central High School de Saint-Louis, dans le Missouri, de 1865 à 1875. En 1877, elle devient professeure de mathématiques à Wellesley. Elle est nommée présidente de cette institution en janvier 1888.
Helen Almira Shafer meurt le 20 janvier 1894 à Wellesley dans le Massachusetts.